# Austrosynapha filicauda
Austrosynapha filicauda är en tvåvingeart som beskrevs av Edwards 1934. Austrosynapha filicauda ingår i släktet Austrosynapha och familjen svampmyggor.
Artens utbredningsområde är Paraguay. Inga underarter finns listade i Catalogue of Life.